# King’s Knot

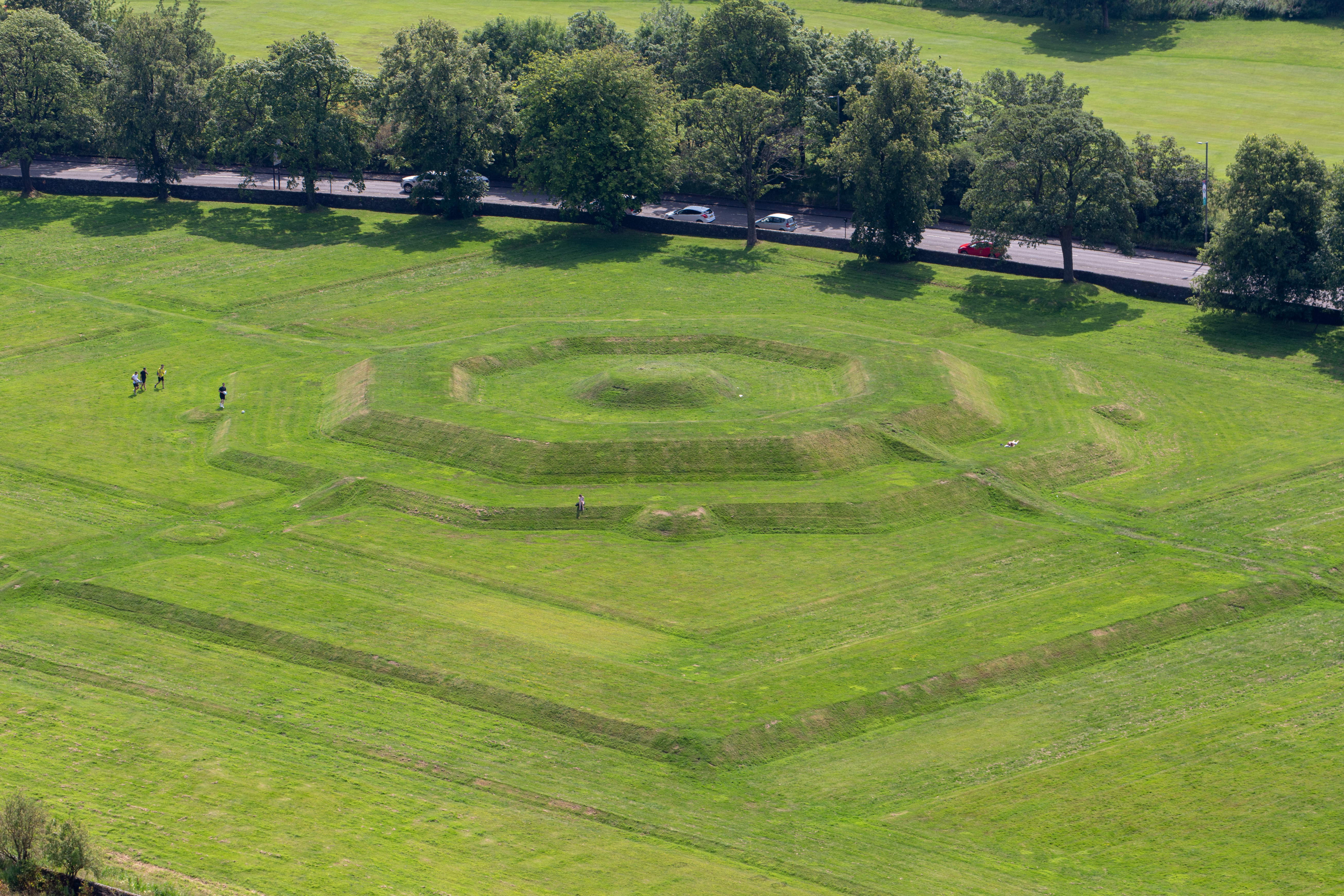
Blick von oben auf den Garten

Der King’s Knot war ein Schlossgarten, der im Westen der Stadt Stirling in Schottland lag. Er wurde in der ersten Hälfte des 17. Jahrhunderts am Fuß von Stirling Castle im Stil des Barocks errichtet, verfiel aber später. Das Gelände wurde für landwirtschaftliche Zwecke genutzt. Im 19. Jahrhundert wurden zumindest die quadratische Form, zu der, im zentralen Bereich, mehrere Stufen gehörten, als Grundlagen wieder sichtbar gemacht. Als treibende Kraft gilt hier Henry Cockburn (1779–1854).
Die Anlage war bis 1999 britisches Crown Estate, dann wechselten die Eigentumsverhältnisse in regionale Hände. Sie wird heute von Historic Environment Scotland betreut. Auf der, dem Schloss gegenüberliegenden Seite befindet sich, im Südwesten der King’s Park.